# UFC Fight Night: Lewis vs. Hunt
UFC Fight Night: Lewis vs. Hunt（ユーエフシー・ファイトナイト：ルイス・バーサス・ハント、別名UFC Fight Night 110）は、アメリカ合衆国の総合格闘技団体「UFC」の大会の一つ。2017年6月11日、ニュージーランド・オークランドのスパーク・アリーナで開催された。

## 大会概要
本大会ではデリック・ルイスとマーク・ハントによるヘビー級戦が組まれた。

## 試合結果

### アーリープレリム
第1試合 53.5kg契約 5分3R
○  J.J.アルドリッチ vs.  ジョン・チャンミ ×
3R終了 判定3-0（30-27、30-27、30-27）

### プレリミナリーカード
第2試合 ウェルター級 5分3R
○  ザック・オットー vs.  国本起一 ×
3R終了 判定2-1（29-28、28-29、29-28）
第3試合 フライ級 5分3R
○  ジョン・モラガ vs.  アシュカン・モクタリアン ×
3R終了 判定3-0（30-25、30-27、30-27）
第4試合 ウェルター級 5分3R
○  ルーク・ジュモー vs.  ドミニク・スティール ×
3R終了 判定3-0（29-28、29-28、29-28）
第5試合 ライト級 5分3R
○  ヴィンス・ピシェル vs.  ダミアン・ブラウン ×
1R 3:37 KO（右アッパー→パウンド）

### メインカード
第6試合 フェザー級 5分3R
○  アレクサンダー・ヴォルカノフスキー vs.  廣田瑞人 ×
3R終了 判定3-0（30-27、30-27、30-27）
第7試合 フライ級 5分3R
○  ベン・ウェン vs.  ティム・エリオット ×
1R 0:49 リアネイキッドチョーク
第8試合 ライトヘビー級 5分3R
○  イオン・クテラバ vs.  エンリケ・ダ・シウバ ×
1R 0:22 TKO（左フック→パウンド）
第9試合 ライト級 5分3R
○  ダン・フッカー vs.  ロス・ピアソン ×
2R 3:02 KO（右膝蹴り）
第10試合 ミドル級 5分3R
○  デレク・ブランソン vs.  ダニエル・ケリー ×
1R 1:16 KO（左ストレート）
第11試合 ヘビー級 5分5R
○  マーク・ハント vs.  デリック・ルイス ×
4R 3:51 TKO（スタンドパンチ連打）

### 各賞
ファイト・オブ・ザ・ナイト： マーク・ハント vs. デリック・ルイス
パフォーマンス・オブ・ザ・ナイト： ダン・フッカー、ベン・ウェン
各選手にはボーナスとして5万ドルが授与された。

### カード変更
負傷などによるカードの変更は以下の通り。